# Jardin botanique de Corée
Le jardin botanique de Corée (한국자생식물원) est situé dans la province de Gangwon, dans le nord-est de la Corée du Sud, plus précisément dans le village de Byeongnae du district de Pyeongchang. Situé dans une zone de moyenne montagne à l'entrée du parc national du mont Odae, il a été créé en 1999 et est ouvert d'avril à octobre. On peut y découvrir nombre de plantes endémiques, et traverser un champ de Miyamayomena koraiensis (en).

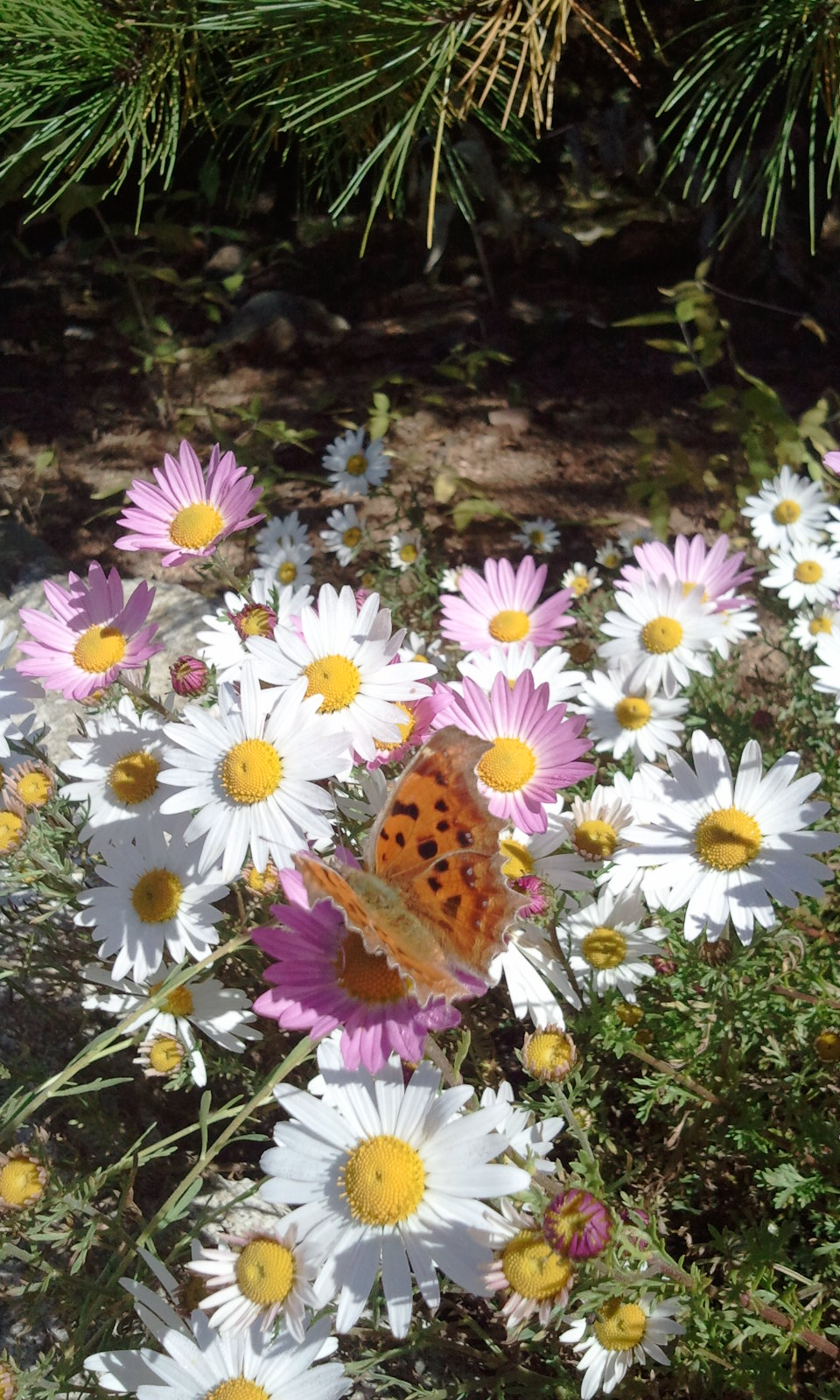
Au jardin botanique de Corée.